# 하비 장갑
하비 장갑(Harvey armor)은 1890년대 초반에 개발된 강철 장갑의 한 종류로 판의 앞면이 표면 경화 처리가 되어 있다. 이런 처리 방법은 하비 과정(Harvey process)으로 알려져 있다.
이 유형의 장갑은 1890년대 후반 크루프 장갑으로 대체될 때까지 주력함 건설에 사용되었다. 하비 강은 미국 엔지니어인 헤이워드 오거스터스 하비(Hayward Augustus Harvey)에 의해 고안되었다.
하비 유나이티드 강철 회사(Harvey United Steel Company)는 앨버트 비커스를 회장으로 하는 철강 카르텔이다. 1894년에는 비커스, 암스트롱, 크루프, 슈나이더, 카네기 스틸과 베들레헴 스틸을 포함한 10개의 주요 장갑 제작자가 하비 신디케이트를 형성하게 된다.

## 이전 기술
1880년대에 복합 장갑이 등장하기 전에 장갑 도금은 균일한 균질 철 또는 강철판으로 몇 인치의 티크로 뒷받침되어 발사체 충격의 충격을 흡수했다. 복합 장갑은 1880년대 중반에 나타났으며 매우 탄력 있는 저탄소 단철판으로 뒷받침되는 매우 단단하지만 부서지기 쉬운 고탄소 강철 전면 판의 두 가지 유형의 강철로 만들어졌다. 전면 판은 들어오는 껍질을 깨기 위한 것이었고, 후면 판은 부서지기 쉬운 전면 판이 부서진 경우 장갑을 잡을 수 있었다.
복합 장갑은 녹은 강철을 붉은 뜨거운 연철 후판과 경화된 철판 사이에 부어서 제작된다. 이 과정은 아주 작은 거리에서 두 판의 성질 사이에 예리한 전이를 가져왔다. 결과적으로, 2개의 판은 쉘에 의해 충돌될 때 분리될 수 있고, 후방 판은 종종 탄력성이 없어서 파편을 멈출 수 없었다. 1889년에 니켈강 합금이 발견됨에 따라 복합 장갑은 폐기되었다.

## 생산 공정
하비 장갑은 단 하나의 강판을 사용했지만 복합 장갑의 장점을 다시 도입했다. 전면은 ‘시멘팅’에 의해 고 탄소강으로 전환되었다. 이 과정에서 강판은 목탄으로 덮여 약 2 ~ 3주 동안 섭씨 약 1200도까지 가열된다. 이 공정은 표면의 탄소 함량을 약 1%까지 증가시켰다. 탄소 함량은 이 수준에서 판과의 거리에 따라 서서히 감소하여 약 1인치의 깊이에서 본래의 비율 (약 0.1-0.2%)에 도달한다. 시멘트 결합 후, 판을 어닐링 하기 전에 기름 수조에서 먼저 냉각시킨 다음 수조에서 냉각시킨 판 뒤쪽을 강화시킨다. 수조는 물의 냉각 효과로부터 강철을 단열시키는 수증기 층의 형성을 방지하기 위해 나중에 물 분사로 대체되었다. 이 공정은 최종 열처리 전에 저온 단조로 더욱 향상되었다.
미국 해군은 하비 장갑(대략 0.2% 탄소, 0.6% 망간, 3.5% 니켈)에 니켈 강철을 사용했지만, 영국군은 사용하는 통상적인 강철이 하비 과정을 거쳤기 때문에 니켈 강만큼의 침투 저항력을 가지고 있는 일반 강재를 사용했다.
하비 장갑은 13인치(330mm)의 하비 장갑이 15.5인치(390mm)의 니켈강 장갑과 동일한 보호 기능을 제공했기 때문에 모든 주요 해군에 의해 채택되었다. 1890년대 후반에 크루프 장갑이 개발되면서 대세는 크루프 장갑이 되었다.

## 같이 보기
- 침탄

## 참고 문헌
- Brown, David K. (2003). 《Warrior to Dreadnought, warship development 1860-1905》. Caxton Publishing Group. ISBN 1-84067-529-2.
- Gene Slover's US Navy Pages - Naval Ordnance and Gunnery
- Harvey, Thomas William (2004년 12월 30일). 《Memoir of Hayward Augustus Harvey by His Sons》. 70–71쪽. ISBN 978-1-4179-5156-7.